# Kruszyn (województwo dolnośląskie)

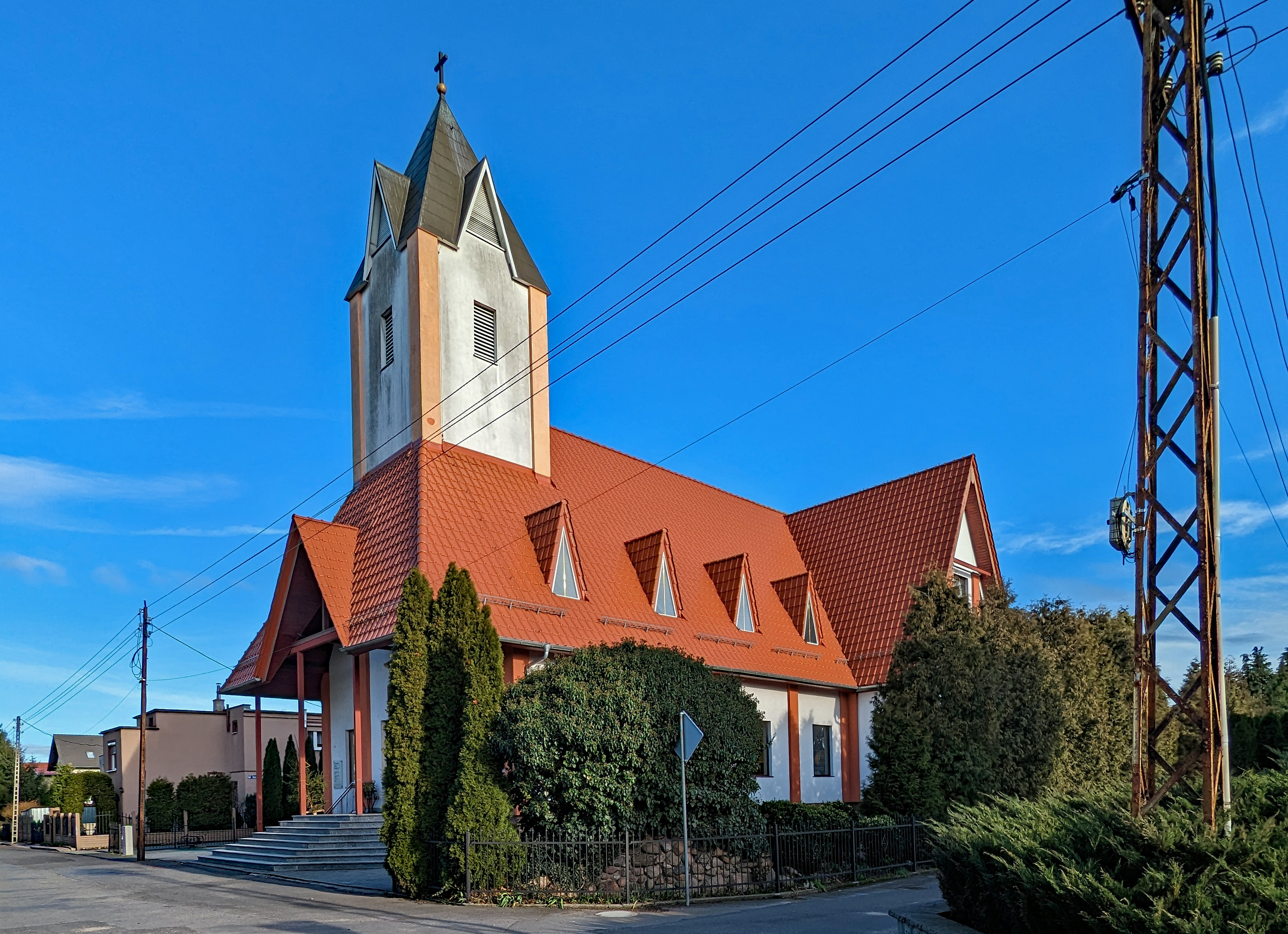
Kościół pw. św. Jana Chrzciciela

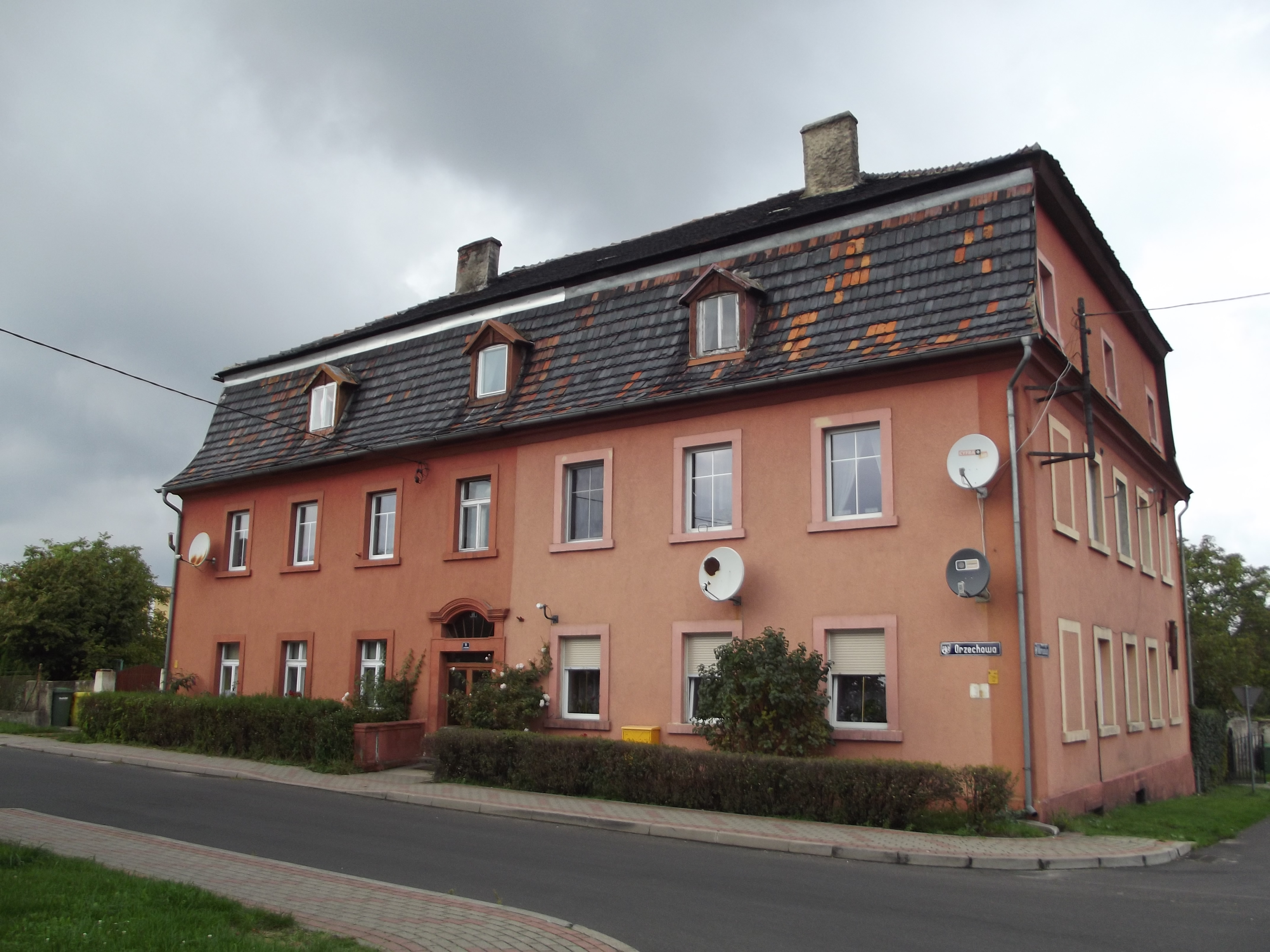
Zabytkowy dom z 1766 r., ul. Morwowa 1

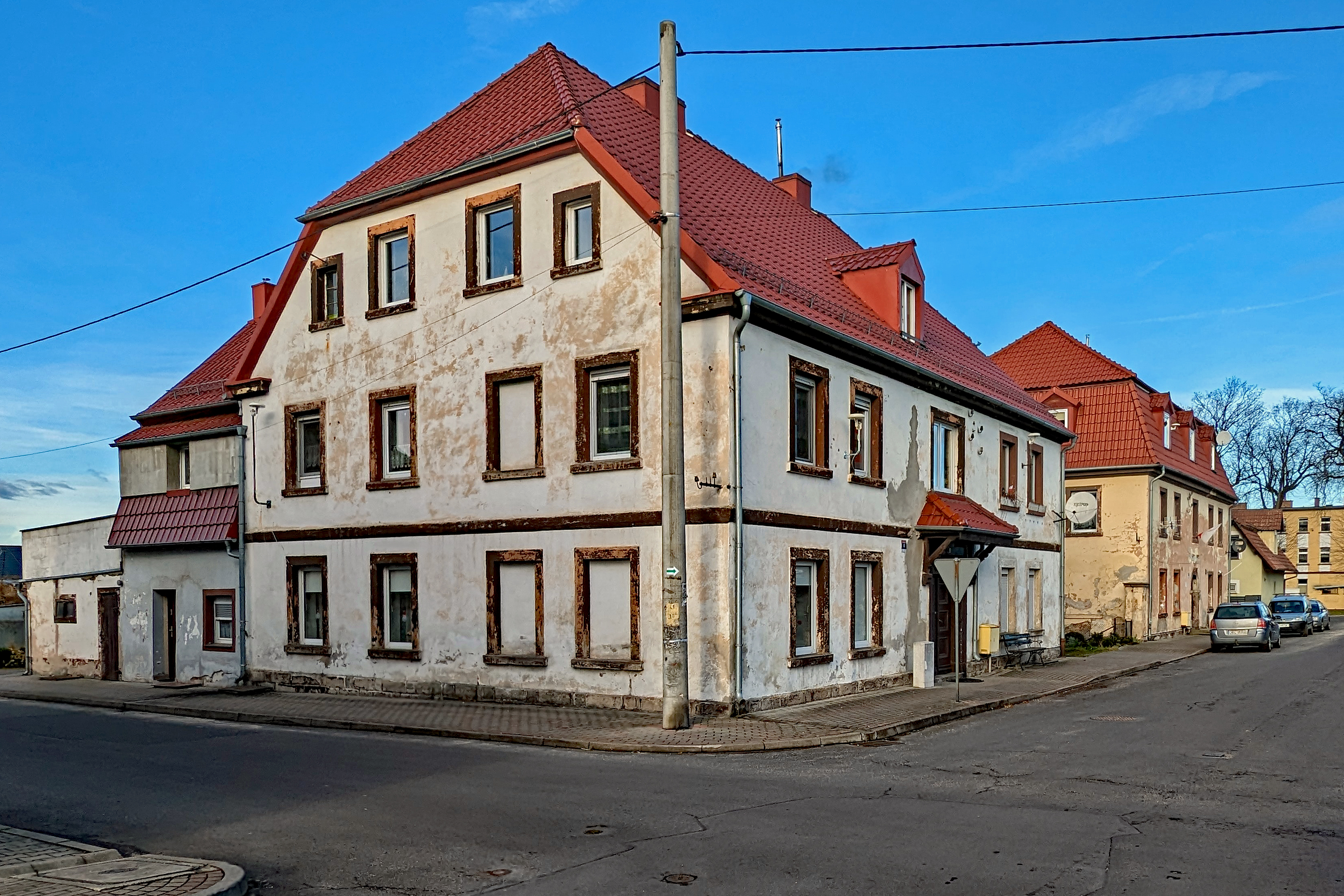
Zabytkowy dom, ul. Świętojańska 2

Kruszyn (niem. Gross Krauschen) – wieś w Polsce położona w województwie dolnośląskim, w powiecie bolesławieckim, w gminie Bolesławiec, na Pogórzu Kaczawskim w Sudetach, na pograniczu z Niziną Śląsko-Łużycką (Równiną Chojnowską).
W latach 1975–1998 miejscowość administracyjnie należała do województwa jeleniogórskiego.

## Historia
Najstarsze odkrycia pochodzą z czasu neolitu. Podobnie jak okoliczne miejscowości wieś związana z osadnictwem słowiańskim. W roku 1928 podczas prac archeologicznych odnaleziono toporek kamienny (do 1945 roku przechowywany w Muzeum Miejskim w Bolesławcu) oraz odkryto cmentarzysko ciałopalne kultury łużyckiej i wazy z nacięciami.
W dokumencie z 1305 znajduje się wpis o wsi Crusin. W sierpniu 1813 toczyły się tu walki pomiędzy wojskami rosyjskimi i francuskimi. 8 kwietnia 1945 biwakowali tu żołnierze 8 Dywizji Piechoty II Armii Wojska Polskiego. 
Od 1947 w skład obecnego Kruszyna wchodzą cztery osady (Kruszyn, Kruszynek, Świeborowice oraz Godnów).

## Demografia
Największa wieś gminy Bolesławiec. Według ostatniego Narodowego Spisu Powszechnego liczyła 1618 mieszkańców (31 III 2011 r.).

## Zabytki
Do wojewódzkiego rejestru zabytków wpisane są:
- pałac z XVIII wieku, ul. Topolowa 12
- dom z XVIII w., ul. Lipowa 26 (d. Rynek 25)
- dom z 1766 r., ul. Morwowa 1 (d. Rynek 39)
- dom z 1783 r., ul. Orzechowa 9 (d. Rynek 46)
- dom z XVIII w., przebudowany w XIX-XX w., ul. Świętojańska 2 (d. Rynek 21)
- dom z XVIII w., przebudowany w XIX-XX w., Rynek 1 (nie istnieje)
- dom z XVIII w., przebudowany w XIX-XX w., Rynek 6 (nie istnieje)
- dom z XVIII w., przebudowany w XIX-XX w., Rynek 20 (nie istnieje).

Ponadto w Kruszynie znajdują się pomniki kamienne upamiętniające wojny z 1813 r. i 1870-71 r.

## Transport

### Drogi
Przez Kruszyn przechodzi droga krajowa nr 94

### Autobusy
W miejscowości znajdowało się pięć przystanków autobusowych należących do MZK Bolesławiec:
- Kruszyn Pętla (linie: 1,3,6)
- Kruszyn Szkoła (linie: 3,6)
- Kruszyn II (linie: 3,6)
- Kruszyn Osiedle (linie: 10,6,3)
- Kruszyn Osiedle – Na żądanie (linie: 6,3)

W związku z wprowadzeniem bezpłatnej komunikacji miejskiej w Bolesławcu linie autobusowe MZK Bolesławiec kończą bieg w granicach miasta, nie dojeżdżając między innymi do Kruszyna.

## Edukacja
Znajduje się tu szkoła podstawowa z własną biblioteką, a także Gminny Ośrodek Kultury i Sportu (GOKiS).